# 拉贊
拉贊（波斯語：‎）是伊朗的城市，位於該國西北部，由哈馬丹省負責管轄，距離首府哈馬丹75公里，海拔高度1,814米，2006年人口11,390，居民大多數是阿塞拜疆人。